# Гирканский углозуб
Гирканский углозуб (лат. Iranodon persicus) — хвостатое земноводное (тритон) семейства углозубов.

## Описание
Оригинальное описание составлено по личинке. Сошниковые зубы в двух дугообразных сериях. Голова крупная, конец морды закруглён. Костальных борозд 14—15. На передних и задних ногах по четыре пальца с чёрно-бурыми ороговелостями на кончиках, образующих когти. Хвост уплощён с боков, к своему концу сужается так, что наибольшая высота приходится на его середину, на самом конце закруглён. Кожа гладкая. Окраска спины буроватая с разбросанными пятнами неправильной формы. Живот без пятен.

## Распространение и среда обитания
Талышские и Эльбурсские горы в провинциях Ардабил, Гилян, Голестан и Мазандеран на севере Ирана. Встречается на влажных склонах, обращённых к Каспийскому морю. Живут в горных потоках, лишённых хищных рыб, в зоне широколиственных лесов из бука (Fagus orientalis) и клёна (Acer laetum) на высоте 800—1200 м. Потоки сильно затенены густой прибрежной растительностью, главным образом кустами ольхи, благодаря чему вода не прогревается выше 13—15°С. В целом климат в местах обитания этих тритонов отличается большим количеством осадков и мягкой зимой. При достаточно протяжённом ареале вид трудно назвать обычным.

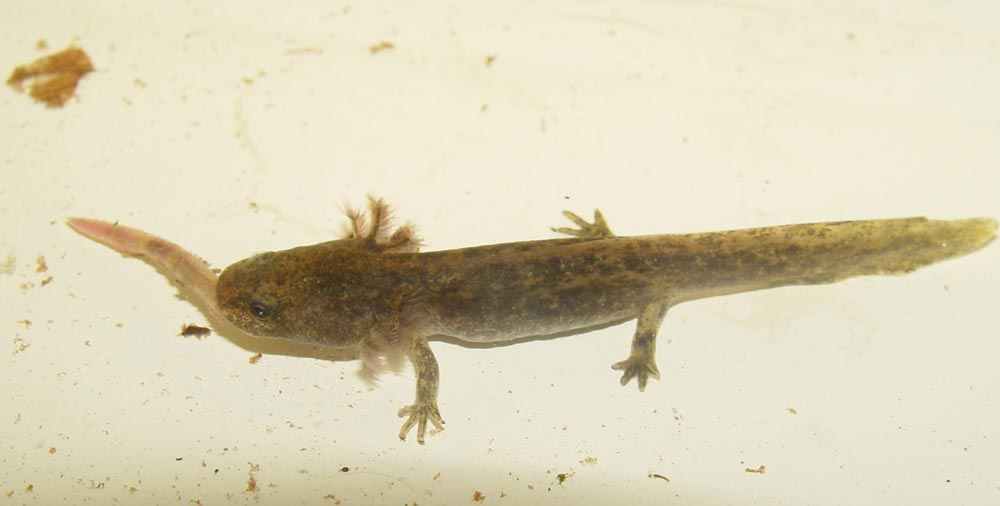
Личинка гирканского углозуба

## Образ жизни
Малоизвестен. Постоянноводный вид. Обнаружить взрослых особей непросто. Личинки предпочитают держаться затенённых участков с относительно медленным течением и показывающимися из воды скалами. Личинки, найденные в одних и тех же ручьях, нередко можно было условно разбить на две группы, внутри которых различия в размерах незначительны, но весьма заметны между особями из разных групп. Это заставляет предположить, что личинки зимуют прежде чем завершат метаморфоз.